# Травматический пистолет

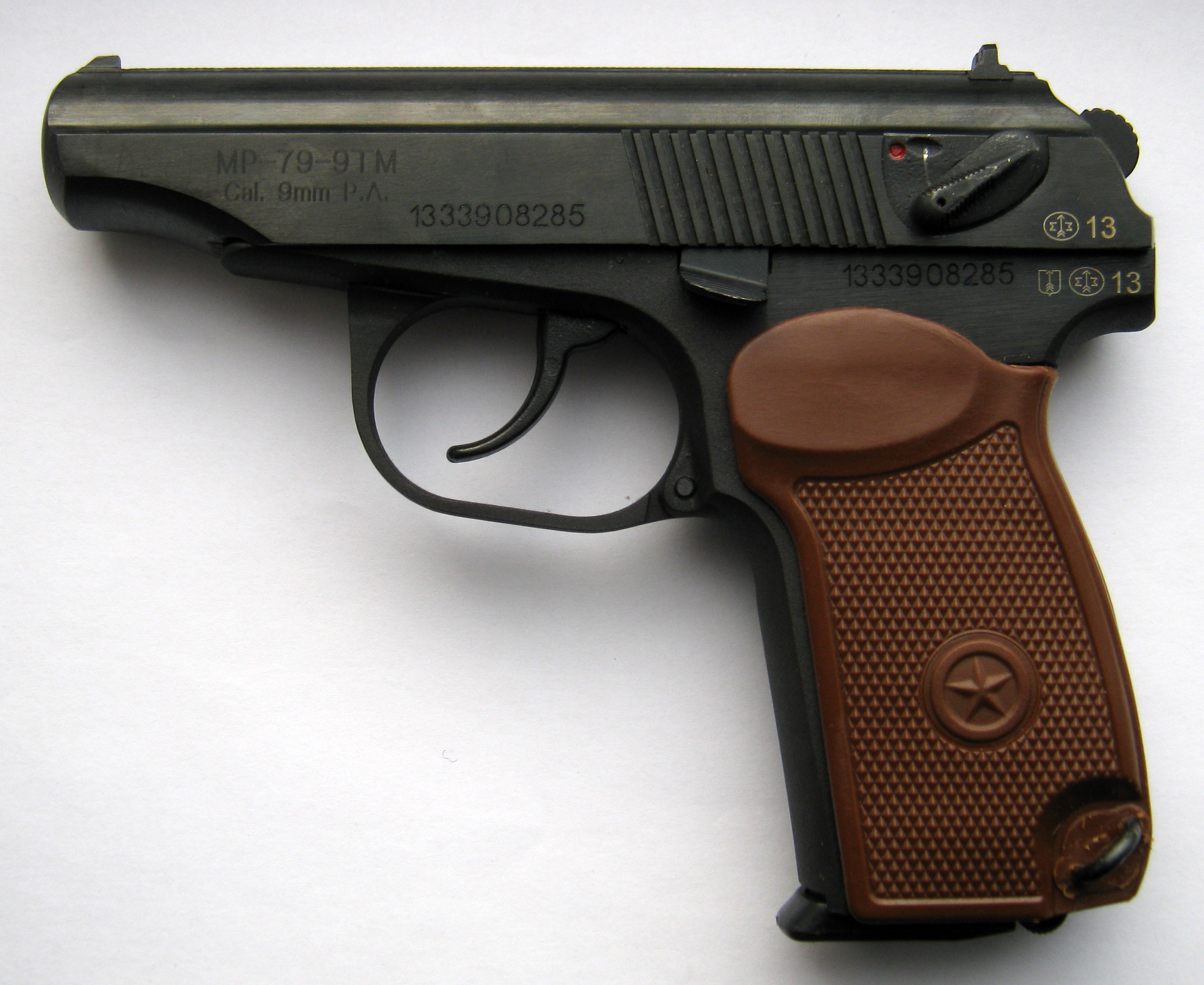
Пистолет огнестрельный ограниченного поражения МР-79-9ТМ

Травматический пистолет — ручное короткоствольное огнестрельное или газовое травматическое оружие, предназначенное обычно для самообороны на небольшом расстоянии (до 3—5 метров). Травматические пистолеты могут быть гладкоствольными как без ограничителей внутри канала ствола (служебные, спецсредства), так и с ограничителями (газовое оружие с возможностью стрельбы патроном с резиновой пулей), препятствующими выстрелу неэластичной пулей.

## Описание
Травматические пистолеты могут как разрабатываться с нуля, так и создаваться в процессе конверсии на основе боевого оружия, хранящегося на складах вооружённых сил стран бывшего СССР.
Как и в традиционной классификации оружия, травматические пистолеты делятся на самозарядные (автоматические и полуавтоматические) и несамозарядные. К последним можно отнести однозарядные пистолеты и револьверы, они появились впервые в 80-х годах 20 века.

## Российское законодательство
В российском законодательстве данный термин отсутствует и является бытовым.
Федеральный закон об оружии с 2011 года классифицирует его как «огнестрельное оружие ограниченного поражения» (ОООП). К нему относятся пистолеты, револьверы и бесствольные устройства с патронами травматического, газового или светозвукового действия.
Ранее, с 2004 года по 2011 год, закон об оружии классифицировал его как «газовое оружие с возможностью стрельбы резиновой пулей» (ГСВ).

### Ограничения
- Дульная энергия при выстреле из гражданского ОООП не должна превышать 91 Дж, а при выстреле из служебного ОООП — 150 Дж.
- Количество патронов в магазине (барабане) ОООП не может превышать 10 единиц, в то время как в 2004—2011 годах количество патронов в ГСВ ничем не ограничивалось.
- Постоянное ношение патрона в патроннике ОООП запрещено (за исключением бесствольного оружия, конструктивно не имеющего патронника).
- Количество приобретаемых гражданами единиц ОООП не должно превышать двух единиц (за исключением граждан, обладающих коллекционной лицензией).

## Гражданские травматические пистолеты
- МР-355 (АПС МР-355 ИжМаш)
- ВПО-504 (АПС-М Вяткие Поляны)
- MP-78-9TM (ИЖ-78-9Т)
- MP-79-9TM (ИЖ-79-9Т)
- МР-79-9ТМ-10
- МР-80-13Т
- ПСМ-Р
- MP-353
- Форт-12Т (Форт-12ТМ)
- Хорхе
- Grand Power T10
- Grand Power T12
- Grand Power T15
- Streamer 1014 (Streamer 2014)
- Walther P22Т
- Walther P50T
- Walther PP
- Walther Р99Т

Пистолеты семейства «Оса»:
- ПБ-2 (с ЛЦУ и без ЛЦУ)
- ПБ-4-1МЛ
- ПБ-4-2

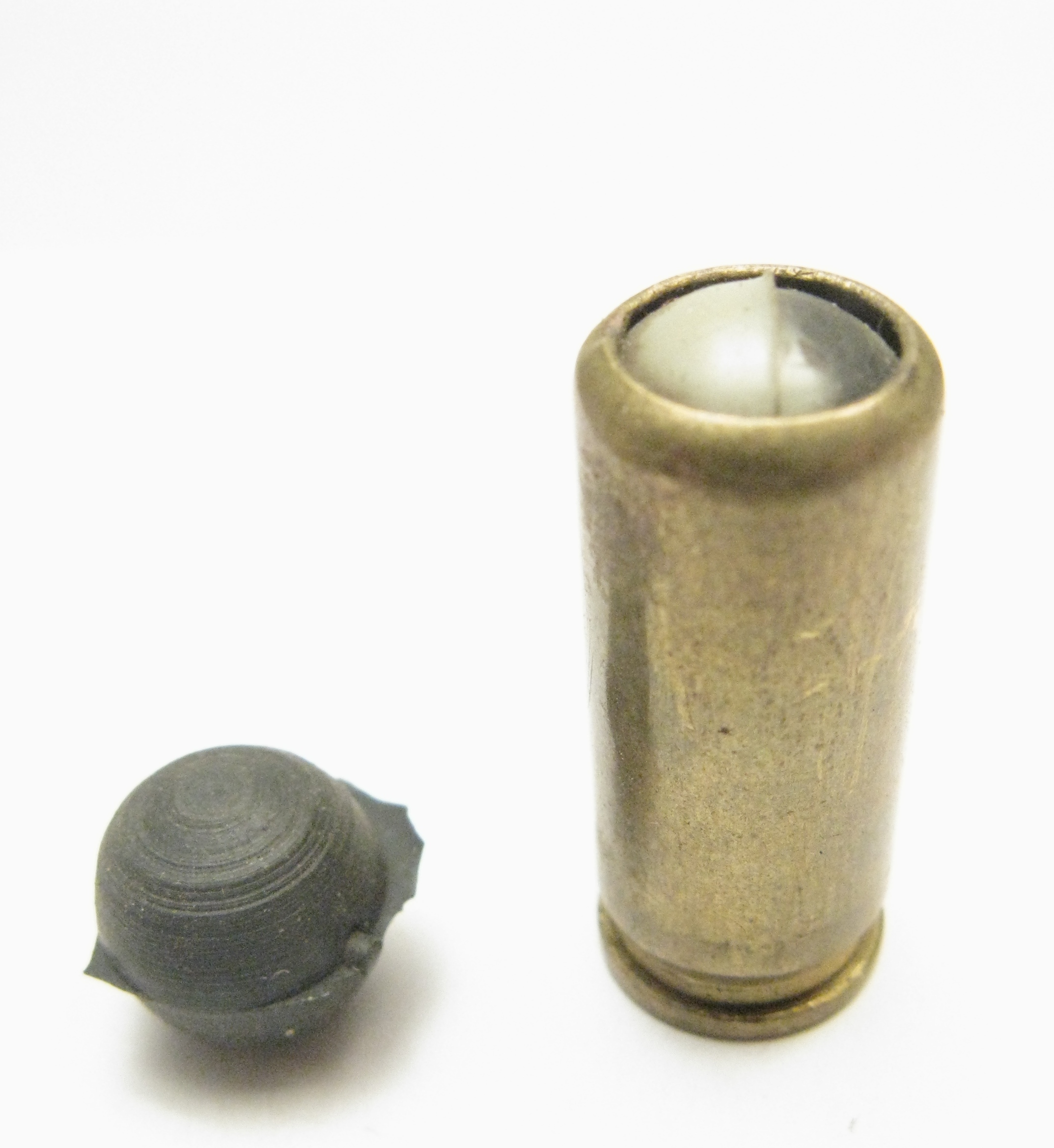
9 мм резиновая пуля и 9 мм травматический патрон с резиновой пулей

ИЖ-79-9Т

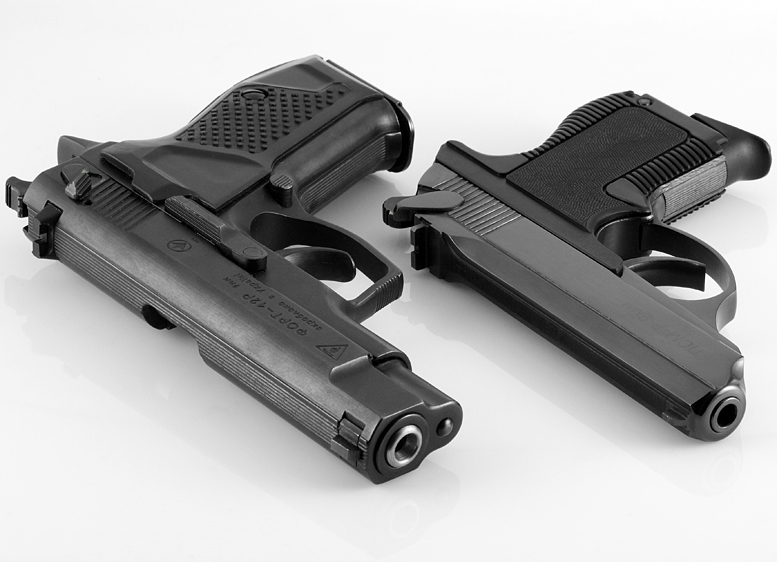
Травматические пистолеты Форт-12Р и ПСМ-Р

- М-09 (с красным и зелёным лазером)

## Служебные травматические пистолеты
- ПБ-4СП (кал. 18,5х60)
- MP-471
- Форт-12Р (Форт-12РМ)
- Хорхе-С (Хорхе-1С)